# Lancha poveira

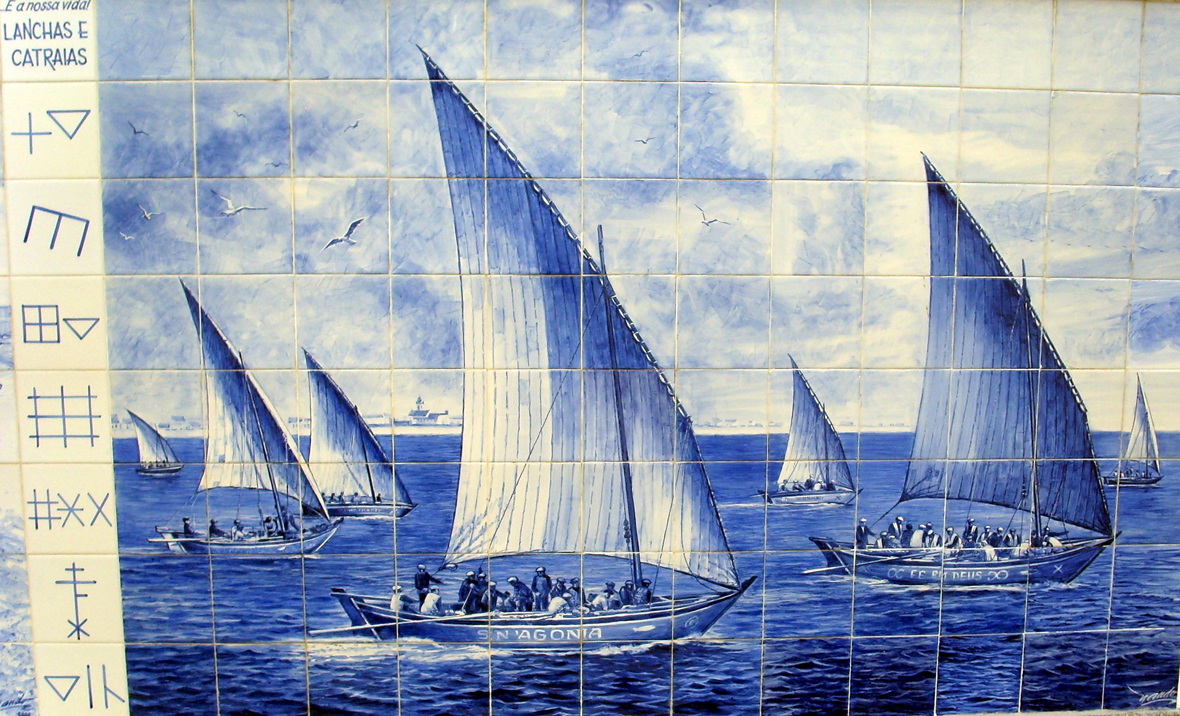
Azulejo alusivo às lanchas e catraias.

A lancha poveira é um género específico de barco caracterizado por um casco largo e leme de grande profundidade, havendo diferentes lanchas com diferentes dimensões, aspectos e faina. Estas têm dimensões que vão de entre 4 a 5 até 13 a 14 metros de comprimento. A enorme vela de pendão era o seu principal meio de propulsão, ocasionalmente aliado por um conjunto de remos. A grande vela feita de lona tinha feitio trapezoidal. A Lancha Poveira do Alto é uma embarcação grande e adaptada ao mar alto destinada à captura de pescada; a Catraia Pequena destinava-se à captura de sardinha; a Catraia Grande para a pesca da raia e o Caíco para a faneca.
A embarcação chegou a ter dois mastros, duas velas e 21 homens, distribuídos por cinco bancos e dez remos, quatro homens em cada banco, dois por cada remo, comandados pelo mestre, também conhecido como Patrão. Havia lanchas com doze remos, logo o número de homens nos bancos poderia subir até 30. As lanchas de maior dimensão destinavam-se à pesca do mar alto, onde se localizava o peixe de melhor rendimento.
A lancha poveira tinha sempre siglas poveiras próprias que asseguravam a individualidade de cada lancha e serviam tanto de identificação pela comunidade como de protecção mágico-religiosa no mar. Ao arrasto das lanchas para a praia está associada a expressão Ala-Arriba!.

## Origens
Segundo o arquitecto Octávio Lixa Filgueiras e Raul Brandão, a lancha poveira é derivada do barco dracar (drakkar) viking, sem a popa e a ré pronunciadas, com vela mediterrânica. No entanto, a lancha mantém a mesma configuração do barco Nórdico. Para tentar descobrir a origem do barco poveiro, Lixa Filgueiras procurou referências desde a Dinamarca ao Mediterrâneo, e da França à Galiza.

## Desaparecimento
Na década de 1930, as grandes lanchas começaram a perder o prestígio de outrora, com a tripulação a desertar, devido ao trabalho pesado e ao desenvolvimento das traineiras. A situação piora com os arrastões que levam todo o peixe e a emigração, fazendo desaparecer a classe piscatória Lanchã.
A lancha poveira outrora familiar nas praias da Póvoa e que chegou até a ser usada no início do século XX no Rio de Janeiro, em Angola e Moçambique, tinha praticamente desaparecido na década de 1950, quando foi inaugurado o novo porto de abrigo no Porto da Póvoa de Varzim. Foi reconstruída uma embarcação com propósitos culturais e de forma a manter o saber. A câmara municipal pretende construir uma nova embarcação, com a mesma vocação, mais a vertente turística.